# Gyűrű (ékszer)
A gyűrűk a szó szűkebb értelmében karika alakú, többnyire fémből készült ékszerek. Nemcsak a test díszítésére használják őket, de a hűség, a társadalmi helyzet, a tekintély, a rang szimbólumaiként is.
A kifejezés önmagában mindig a kéz ujjain viselt ékszereket jelöli; a máshol viselt gyűrű megnevezésekor meg kell adni a testrészt is:
- fülbevaló,
- orrkarika,
- kar- vagy lábujjgyűrű stb.

Mindig szorosan illeszkednek a hordozó testrész köré, így a lazán viselt tárgyak, mint például a karkötők nem gyűrűk. Készülhetnek szinte bármilyen kemény anyagból:
- fából,
- csontból,
- kőből,
- fémből,
- üvegből,
- drágakőből vagy akár
- műanyagból

is.
Díszíthetők (fél)drágakövekkel (ametiszt, gyémánt, rubin, zafír, smaragd), más kővel vagy üveggel.

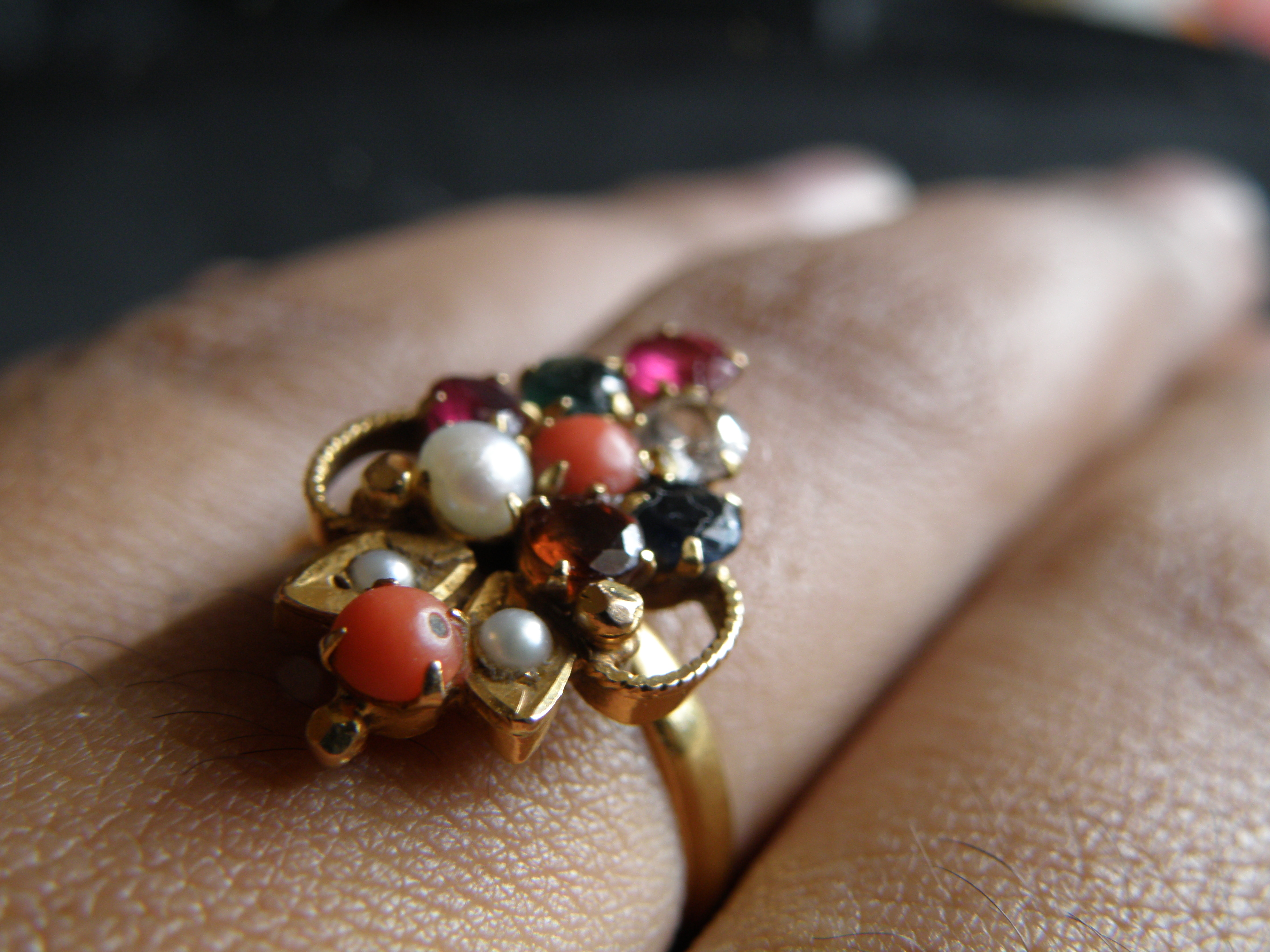
Gyűrű

Tágabb értelemben gyűrűnek nevezzük a legkülönfélébb karika alakú használati tárgyat, különösen azokat, amelyeket kézzel használunk. E típus legismertebb képviselője a pecsétgyűrű. A régi korban a gyűrűk fizetőeszközök is lehettek.
Többféle sportszert is gyűrűnek nevezünk.

## Története

### Indus-völgyi civilizáció
A legrégibb gyűrűket és hasonló funkciójú ékszereket (nyakláncokat, orrkarikákat, karkötőket, fülbevalókat, karpereceket és medálokat) az Indus-völgyi civilizáció területén a Kr. e. 3. évezredből fedezték fel, főleg a ma Indiához tartozó Lothalban.

### Egyiptom és Közel-Kelet

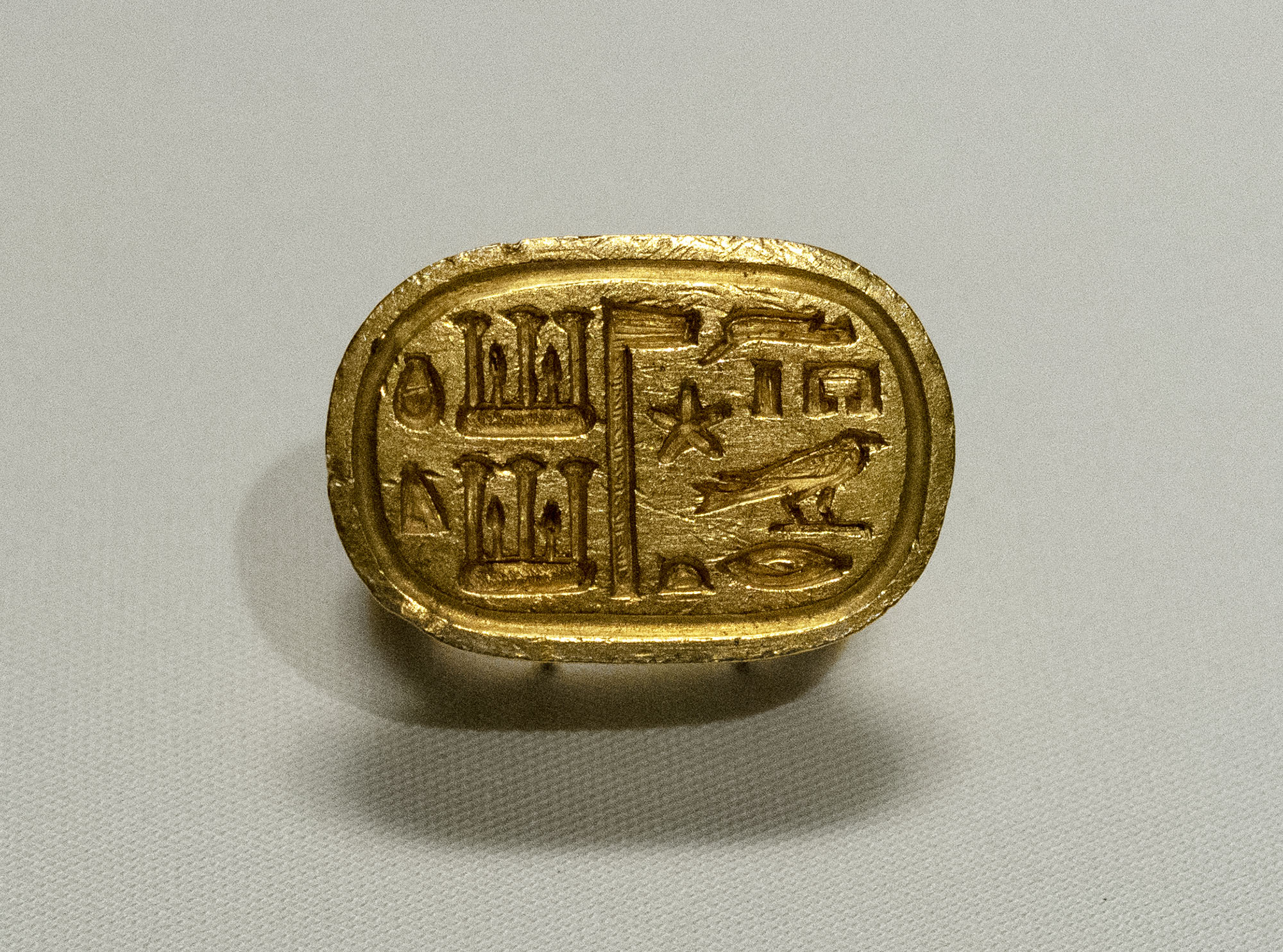
Egyiptomi aranygyűrű, Sesonk nevével, XXVI. dinasztia, Kr.e. 664-525.

A mezopotámiai Ur sírjaiban Kr. e. 2500 körül készült ujjgyűrűket találtak.
A hettiták is készítettek gyűrűket, így pecsétgyűrűket is. Az Egyiptomi óbirodalomban az emberek különféle ujjgyűrűket viseltek, és ezeket gyakran szkarabeusz díszítette. Később a gyűrű fejét laposra kalapálták, és ebbe a lapkába vésték a pecsételésre használt hieroglifákat.

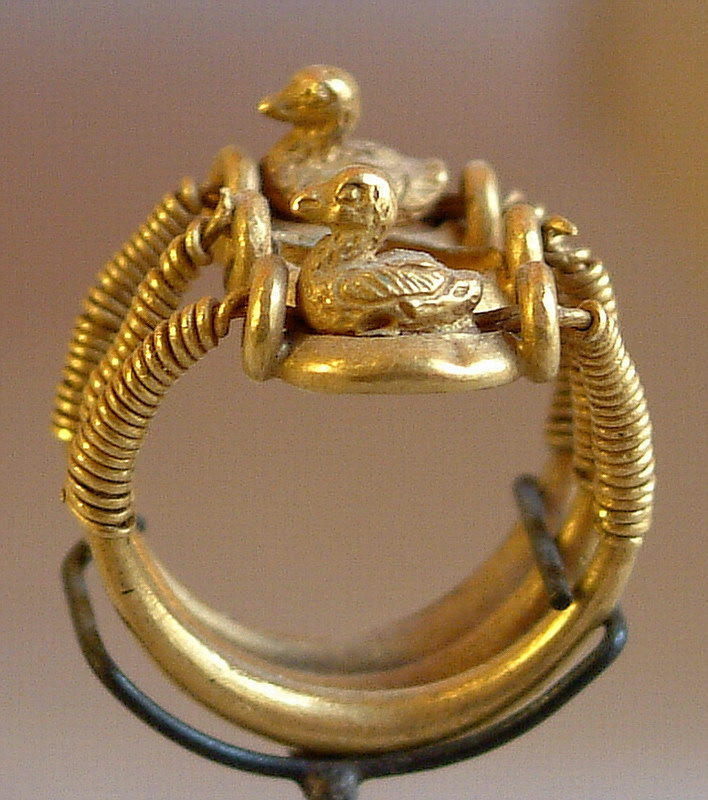
Ókori egyiptomi gyűrű kacsák ábrázolásával (Kr.e. 12. század)

Az Egyiptomi középbirodalom idejében kezdett szerepelni az ujjra húzott, fémből készült gyűrűre erősített a szkarabeusz-vésetű pecsétgyűrű, amelynek forgatható vésetét befelé fordították. Nemcsak a Nílus mentén találtak ősi leletekben arany- és ezüstfoglalatú szkarabeusz-pecsétgyűrűket, hanem Cipruson is, és később az etruszkok is készítettek már ilyeneket, amelyeket a Földközi-tenger egész vidékét elterjesztettek. Az őshonos stílusokat a Ptolemaiosz-dinasztia idején görög és a római stílusú gyűrűk váltották fel.
Egyiptomban a gyűrű a hatalom jele is volt. A Bibliában József előléptetésénél olvassuk: És levette a fáraó a pecsétgyűrűt a kezéről, és József kezére tette, gyolcsruhába öltöztette, és aranyláncot tett a nyakába.
A káldeusoknál és az egyiptomiaknál a gyűrű fontos jelkép volt. Egyszerre szimbolizálta a kör alakú nappályát, az örökké megújuló évszakokat és magát az időt, aminek nincs kezdete és nincs vége: így jelképezte a végtelenséget is.
A gyűrűt gyakran említi a Biblia.
A régi zsidók nemcsak ujjaikon viseltek pecsétgyűrűt (chotham), hanem szalagra kötve a hordtak ilyet a nyakukban is; az ilyen gyűrűre felvésték a tulajdonos nevét és egy bibliai jelmondatot.

### Görög-római kor
Görögországban Szolón idején minden szabad ember viselt gyűrűt.
- A férfiak gyűrűi
  - aranyból,
  - ezüstből vagy
  - bronzból készültek;

- a nők gyűrűi
  - elefántcsontból vagy
  - borostyánkőből.[1]

Szolón törvényben írta elő, hogy a kőmetszők és vésnökök semmilyen formában nem tarthatnak meg másolatot az eladott pecsétgyűrűk vésetéből.

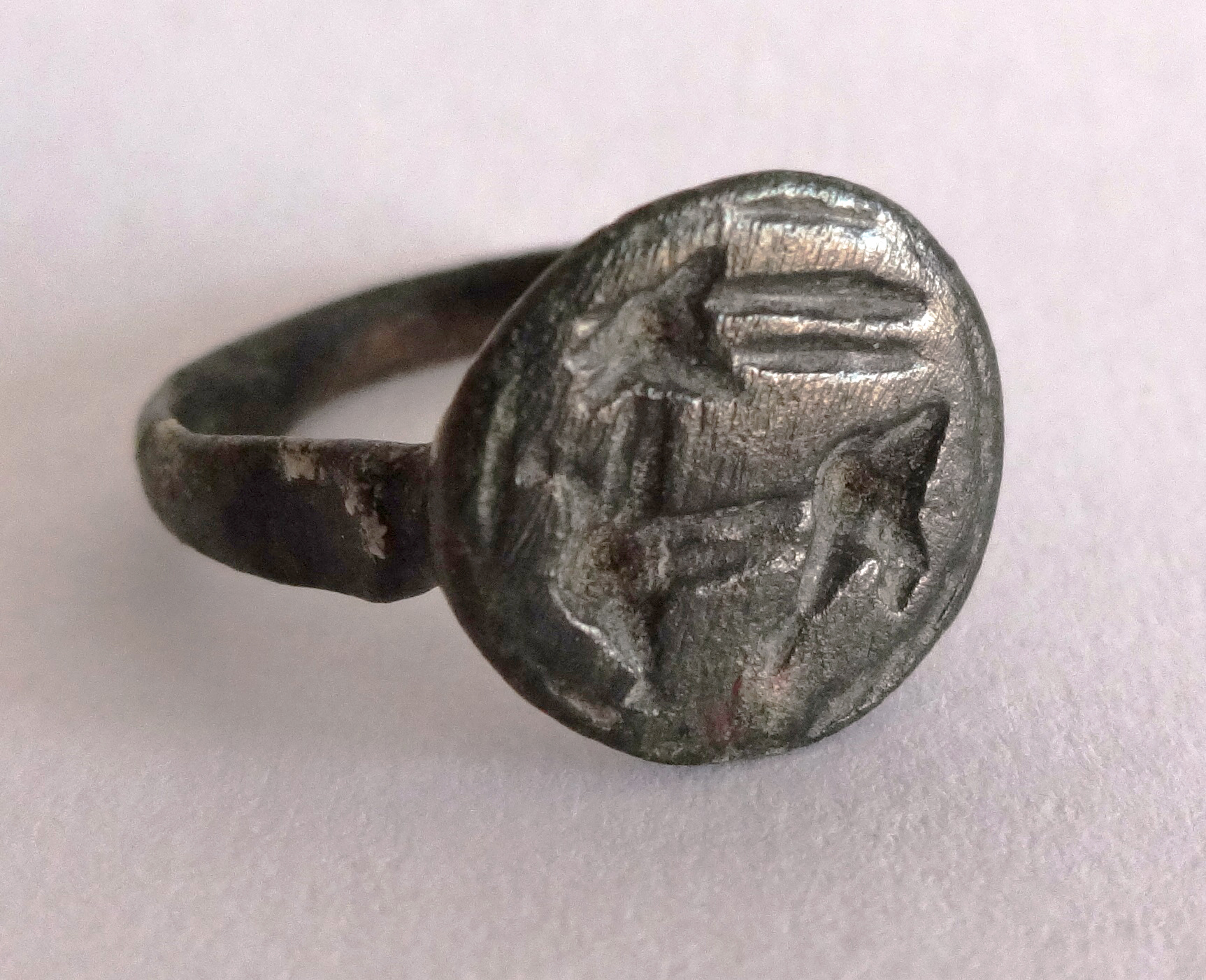
Pecsétgyűrű, feltehetően görög (Kr.e. 4. – Kr.u. 2. sz.)

A haldoklók gyakran átadták gyűrűiket hátramaradottaiknak, így pl. Nagy Sándor halálakor Perdikkasznak adta gyűrűjét, amiből azt következtették, hogy őt jelöli utódául.
A görög-római korban a gyűrűkarika sodronyos- vagy reliefdíszt kapott.
A rómaiak eleinte csak vasgyűrűket viseltek, aranygyűrűt csak a szenátorok és a velük egyenrangú tisztviselők hordhattak. Idővel a lovagok megkapták a nemesfém gyűrűk viselésének jogát; majd Hadrianus császár alatt ezt a megkülönböztető jelet eltörölték.
A rómaiak az egyiptomi istenségekkel együtt átvették a végtelenség szimbólumát is, amit a két szó: annus (év) és annulus vagy anulus (gyűrű) is bizonyít. Amint a kör, a kör alakú nappálya is összeköti az évszakokat, úgy a gyűrű is lassanként az emberek összetartozáságát kezdte szimbolizálni, és ezzel a hűség jelképe lett. A szimbólumból tehát újabb szimbólumot készítettek. A ifjú római vas- vagy bronzgyűrűt küldött választott arájának annak jeléül, hogy a nő egész lényét magához kívánja fűzni, és pozitívan reagáló nő egész életén át hordta a gyűrűt bal kezének negyedik ujján. A férfit és nőt lélekben összekapcsoló szimbólumán kívül az ilyen gyűrű nemsokára már az egyesülést és a birtoklást is jelképezte.
A pecsétgyűrűt a későbbi rómaiak már nem csupán okmányok, végrendeletek hitelesítésére használták, hanem már a legrövidebb levelet, sőt teljesen magánjellegű írásos üzenetet is viaszpecséttel látták el. Ha a helyzet úgy kívánta, még a háztartási eszközöket is lepecsételték.
Az ókor végén már a rabszolgák is rengeteget pecsételtek.
A rómaiaknál vált a házasság és hűség jelképévé, ezt a szokást vették át, terjesztették tovább a kereszténnyé váló népek.
A kar-, nyak- és lábgyűrűk Európa barbár népeinél is divatosak voltak már az ókorban.

### Középkori és újkori Európa

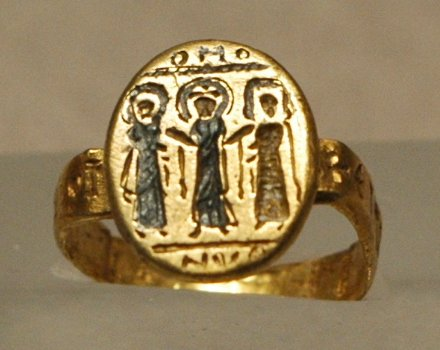
7. századi bizánci házassági gyűrű

Az 5. században az ún. egyházi gyűrű a püspöki hivatal jelvénye lett, amely az egyházzal való frigyét jelképezi; lassan minden bíboros a kineveztetésekor gyűrűt kapott a pápától.
Különös alakú halántékgyűrűket viseltek a régi szlávok.
A bizánci, majd a nyugati keresztény művészet önálló alakzatokat formált; vannak román, gótikus, reneszánsz, barokk, rokokó, klasszicista gyűrűk.
Úgy tűnik, hogy a középkorban gyűrűket csak a felsőbb osztályok tagjai viselhettek. Különösen jelentőssé vált a pecsétgyűrű a vallási, jogi és kereskedelmi ügyletekben, amitől a hatalom és a méltóság szimbóluma is lett. A Szent Péter halfogását ábrázoló halászgyűrűt a pápa a középkor második felétől dokumentumok érvényesítésére használja.
Külön típusnak tekinthetjük az emlékgyűrűket; amelyekre rávésik az elhunyt nevét, halálának dátumát vagy akár képmását. A mágikus erejű varázsgyűrűk talizmánként vagy amulettként szolgáltak, és ekképp éledtek újjá immár virtuálisan a különféle szerepjátékokban. A méreggyűrűk apró tartályai öngyilkosságra vagy gyilkosságra alkalmas mérget tartalmaztak.
Az érett és késő középkorban már több gyűrűt is viseltek mindkét kéz ujjain; a gyűrűk ebben az időszakban többnyire réz alapú ötvözetekből, ezüstből vagy aranyból készültek. A drágakövek 1150 után váltak általánossá, mivel a legtöbben úgy hitték, hogy bizonyos drágakövek képesek különböző módon segíteni vagy megvédeni viselőjüket. A szerződések és más, hivatalos pecsétet igénylő dokumentumok egyre növekvő használata azt jelentette, hogy a pecsétgyűrűk a 13. századtól kezdve egyre fontosabbá váltak.
A 16. század óta kis órákat is foglaltak gyűrű fejébe. A barokk kortól főleg a beépített drágakő adta a gyűrű értékét. Előtérbe került a gyémánt, aminek csiszolásával emelték a gyűrű fényét.
A 19. század közepe táján, az ún. biedermeier-korban egyszerűbb gyűrűket is divatba hoztak. Az ékszereken előtérbe került a zománc, a féldrágakövek, apró gyöngyök, esetleg félgyöngyök. E tömegcikkek mellett népszerűek maradtak az értékes, mesterien csiszolt kövekkel ellátott, művészien foglalt gyűrűk is.
A 19–20. században divatba jött félékköves gyűrűk helyet adtak az iparművészetnek is. Az első világháború általános elszegényedésének eredményeként az addig domináló arany helyett mindinkább divatba jöttek a szép, ötletesen kidolgozott ezüst jegygyűrűk.

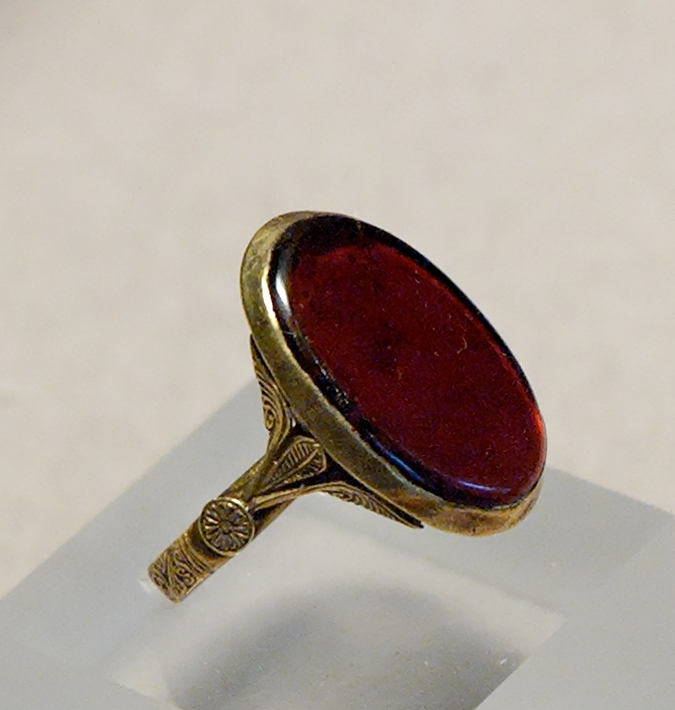
12. századi frank püspökgyűrű
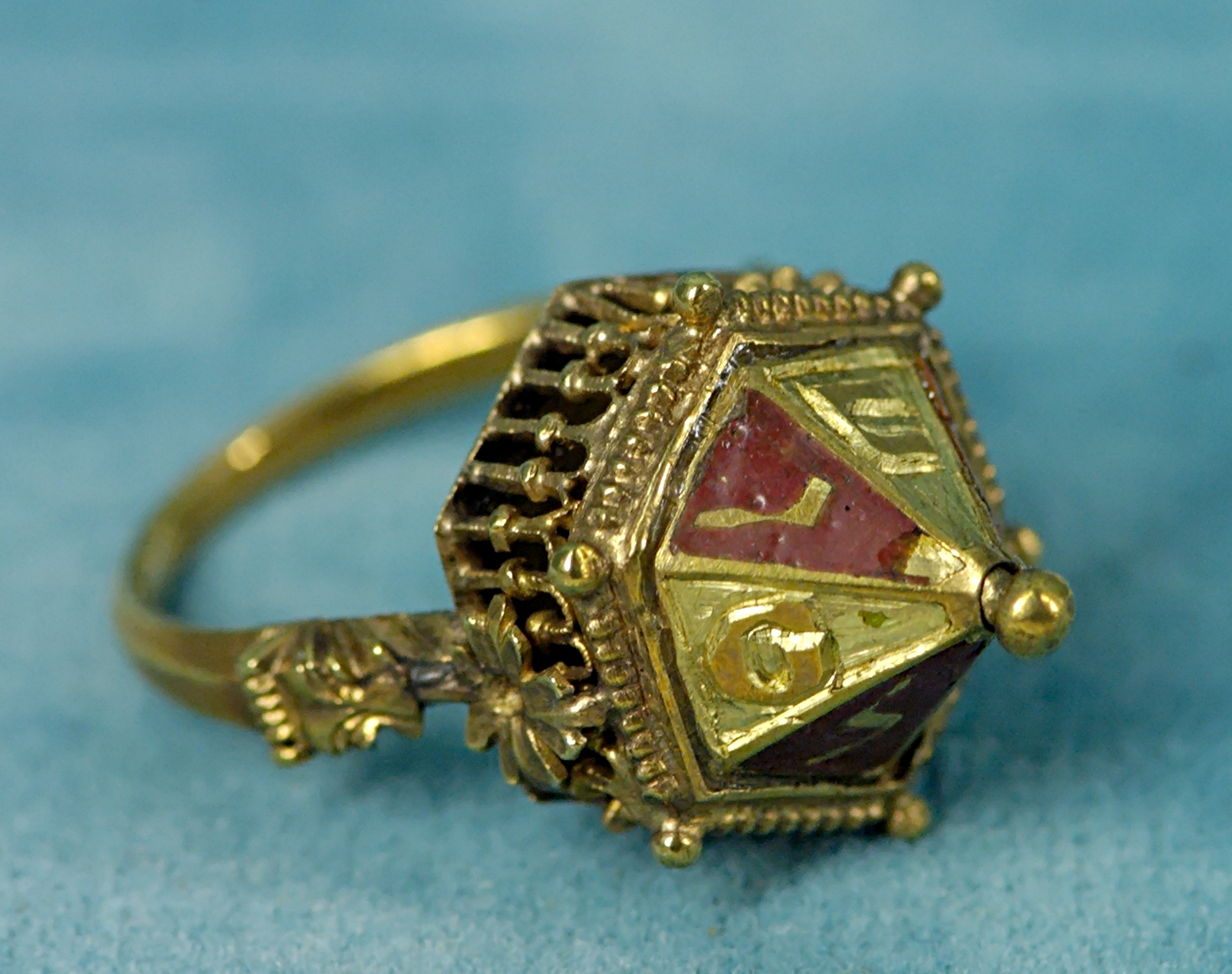
14. századi zsidó házassági gyűrű
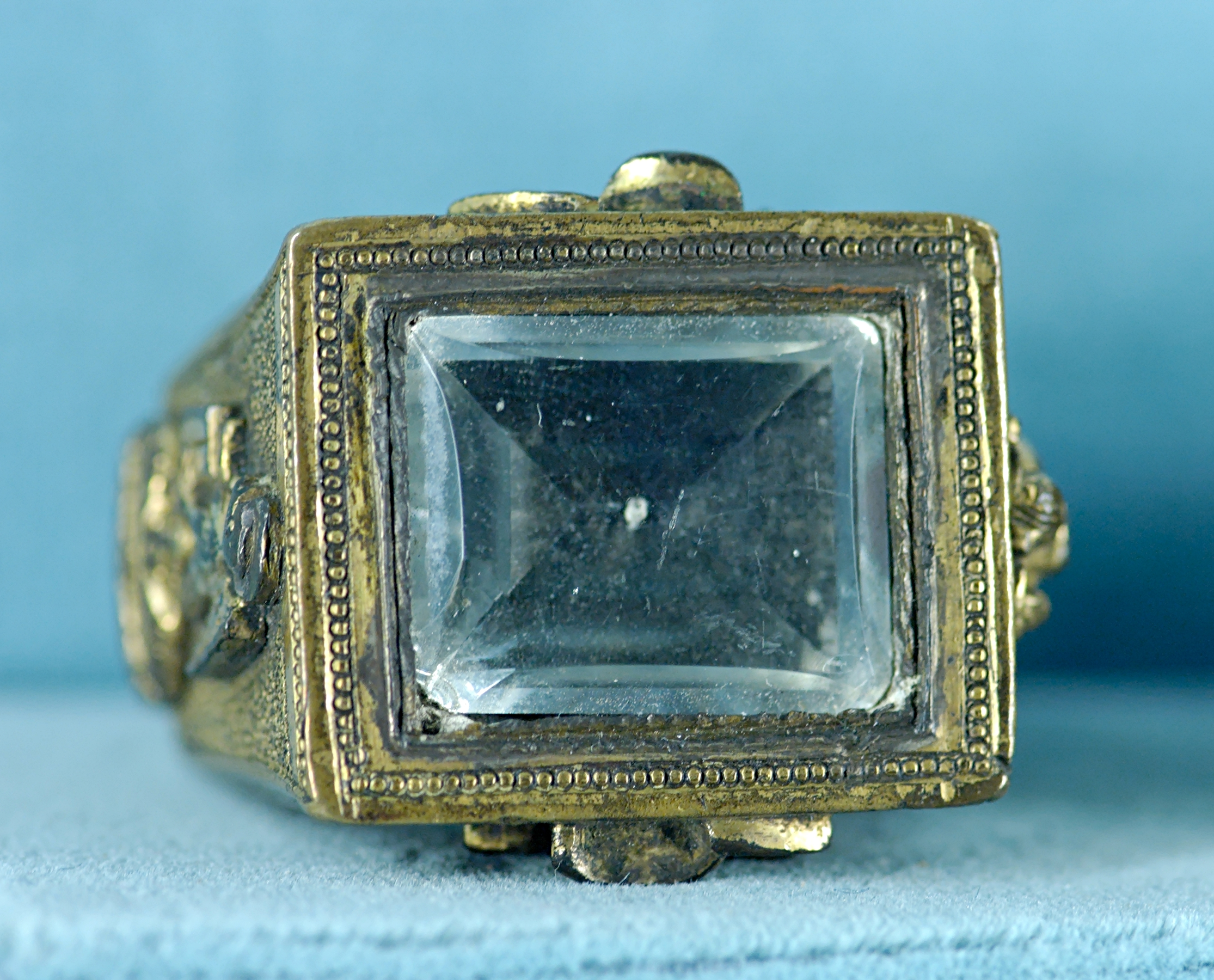
II. Pál pápa gyűrűje (15. század)
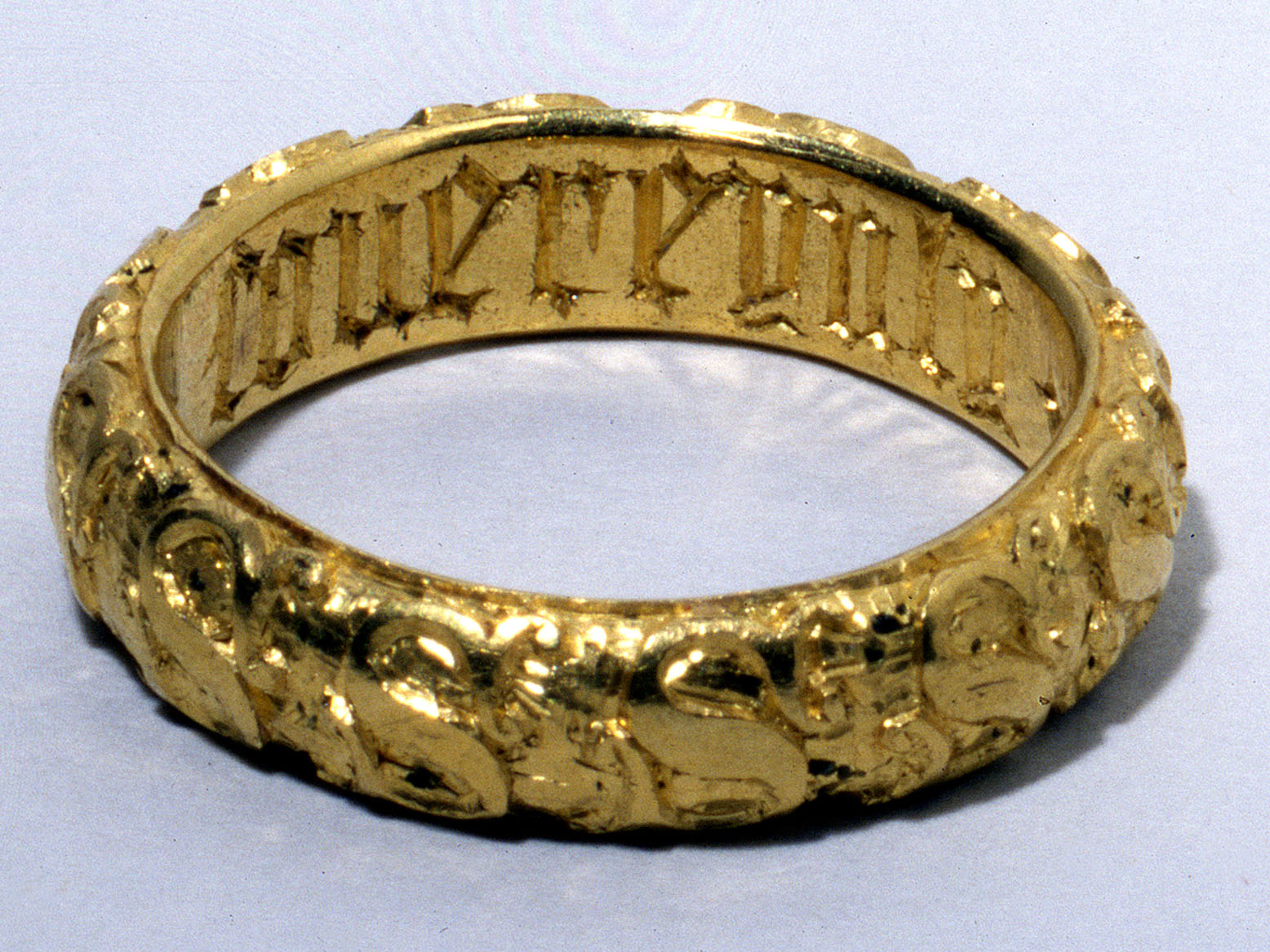
Késő középkori angliai arisztokrata gyűrű
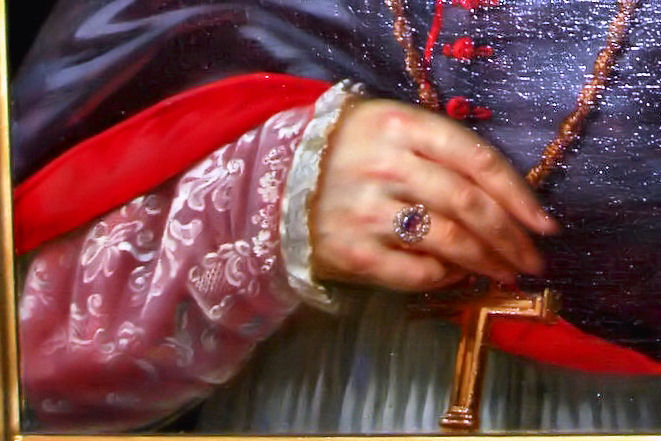
18. századi egyházi személy gyűrűje

### Magyarországon
Az Árpád-kori ékköves gyűrűk legnevezetesebbike a kalocsai aranylelet.
Az Árpád-kor már általánosan elterjedtek a pecsétgyűrűk. Vannak köriratos, címeres, ornamentális jellegűek, de e korból főképpen emlős- és madáralakos gyűrűket ismerünk. A legkorábbi darabot Kálmán királyénak tartják.. Bizánci hatásra mutatnak az életfát, Isten-fát hordó gyűrűk.
A 13. századi gyűrű megfelel a román kor stílusának. A kor ornamentális pecsétgyűrűi között a csillaggal és a félholddal díszített, kettőskeresztes gyűrűk válnak ki. Egyik legszebb példájuk a Nemzeti Múzeum „Anulus Pauli“ köriratú aranygyűrűje, ami Pál kalocsai érseké lehetett III. Béla idején és valószínűleg magyar ötvös munkája.
Külön nevezetes Sándor váradi püspöknek, II. András kedvelt emberének, az Aranybulla egyik aláírójának pecsétgyűrűje, amelynek fejébe gyönyörű zafírból készült, Szép Helénát ábrázoló antik gemmát foglaltak. Ekkortájt Európa-szerte divat volt az antik gemmák újrafoglalása; Sándor püspök gyűrűje az egyik legkorábbi ismert darabunk.
A vegyesházi királyok korára kialakultak a heraldikai címerek. Ez a művészet több ágára hatott, így befolyásolta a pecsétgyűrűk alakulását is. Formáik változatosabbá válnak, különféle alakú pajzsok jelennek meg. Sajátos divatként a pecsétgyűrűbe titokzatos jelentőségű mondásokat is rögzítenek. Az Anjouk, majd Zsigmond korából a gótikus ízlés legszebb és legkülönfélébb változataival találkozunk.
Mátyás király és a magyar reneszánsz a műformák rendkívüli gazdagodását hozza. A foglalat mind díszesebb, a növénymotívumok  dúsak, drágakövek kerülnek összhangba. Mind sűrűbbek a jegygyűrűk, és feltűnnek a méreggyűrűk is. Az uralkodóházzal kapcsolatos az ún. Mátyás-gyűrű. Beatrix királyné Székesfehérvárra érkezve hatalmas gyémántos gyűrűt küldött Mátyásnak; sokan e gyűrűre gondolnak a történeti híradást olvasva.
A mohácsi vész katasztrófája kettévágta a magyarországi ötvösség fejlődését. Miután Buda török kézre került, a vezető szerepet Kassa és Erdély vette át. Az odamenekült budai aranymívesek a reneszánsz dús formakincsét terjesztették a végeken és egyben eltanulták a 16-17. században nemzetközileg híressé vált erdélyi zománcművészetet.
A 16. században érdekes magyar jegygyűrűtípus keletkezett két különálló, de szétválaszthatatlanul egymásba kapcsolt karikából. Ilyen az a két egymásba fonódó kézből alkotott ikergyűrű, amelyet Mária királynénak, II. Lajos feleségének tulajdonítanak. A kor pecsétgyűrűi közül kiválik II. Lajos királyé és a szentjobbi apátság romjai között talált, nagy címeres ezüstgyűrű.
A gyűrűk mestereire vonatkozó adatok a 17. században igen megsokasodnak. Kassa és Kolozsvár a vezető műhelyek. A főúri kincstárak, kiházasítási leltárak hihetetlen gazdaságról tanúskodnak. Ekkor jut a gyűrű művészete tetőfokára. Ekkor találják fel Hollandiában a brilliánsok köszörülést, aminek hatására a drágaköveket mind tökéletesebben foglalják.
A barokk korban se szeri, se száma a szebbnél szebb erdélyi zománcos, bogláros és pecsétgyűrűknek. Bethlen Gábor erdélyi fejedelemnek százával voltak gyűrűi. Ötvöseink is azon voltak, hogy itthon is be tudják szerezni szükségleteiket a magyar főurak, akik a drágaköveseken kívül a zománcos gyűrűket is igen kedvelték.
Sok szép főpapi gyűrű maradt fenn a 17. századból, egyebek közt Pázmány Péteré is.
Az 1700-as évek kezdetén jut érvényre a rokokó a gyűrű művészetében. Az ötvösmunka háttérbe szorult; irányadóvá a drágakő nagysága, szikrázó pompája vált. Különféle speciális gyűrűk jöttek divatba:
- névgyűrűk,
- emlékgyűrűk,
- gyászgyűrűk,
- özvegyi gyűrűk,
- arcképes gyűrűk.

Német divat volt a „Memento Mori“ nevezetű halálfejes gyűrű, amely azonban nem felelt meg a magyar ízlésnek.
Nevezetes emlék a 18. századból a talán egyetlen fennmaradt magyar méreggyűrű. Zománcos fedelén halálfej látszik, a kis tartó belső részében a pokol egy jelenete, mikroszkopikus kidolgozással.
A 19. század elején virágzó neoklasszikus művészet a gyűrűkre is rányomja bélyegét. Antik és neoklasszikus gemmákat foglalnak be. Mind inkább divatba jönnek az arcképes gyűrűk, amelyeknek portré jellege azonban elmosódik, inkább szkematizáló, görögös vonásokat mutat. A gyűrűkészítés művészetből iparrá vált. A céhek felbomlottak, a mesterek már kevésbé törődtek a díszes kivitellel. A biedermeier-korban jött divatba korunk dísztelen, sima karikagyűrűje. A historizmus korában a régi stílusok gyűrűit utánozták, tökélyre juttatva azok hamisítását is. A 19. század végére tucatáruvá süllyedt gyűrű művészete felbomlott. Mára tömegáruként a legszélesebb néprétegekhez is eljut.

## Fajtái
A gyűrűket főleg díszként vagy szimbolikus jelként viselik.
A gyűrűgyártás több ezer éve alatt rengeteg fajtája alakult ki. Céljuk szerint megkülönböztetunk:
- eljegyzési, illetve házassági gyűrűt,

- pecsétgyűrűt,

- varázsgyűrűt,

- egyházi vagy püspökgyűrűt,

- bajnokgyűrűt,

- doktori gyűrűt,

- gyászgyűrűt stb.

| Gyűrű                     | Kép | Megjegyzés |
| ------------------------- | --- | --- |
| Gemma gyűrű               | | Ez a fajta rendkívül ősi és jellemzően a férfiak gyakrabban viselték, mint a nők. Az ókori fajtáik pogány isteneket ábrázoltak, a keresztény gyűrűk főleg szenteket, de akár önarcképeket is. |
| Bajnoki gyűrű             | | A bajnoki gyűrű vagy a premier gyűrű az a gyűrű, amelyet az észak-amerikai profi sportligák és főiskolai bajnokságok győztes csapatainak tagjai kapnak. |
| Claddagh-gyűrű            | | A hagyományos ír Claddagh-gyűrű olyan gyűrű a szeretetet, a hűséget és a barátságot fejezi ki (a kezek a barátságot, a szív a szeretetet, a korona pedig a hűséget jelenti). |
| Diplomás gyűrű            | | A diplomás vagy osztálygyűrű olyan gyűrű, amelyet egy középiskola, főiskola vagy egyetem öregdiákjai (végzősei) viselnek a záróvizsga vagy a diploma emlékére. |
| Doktori gyűrű             | | Olyan aranygyűrű, amelyet egy dán vagy svéd egyetemen doktori fokozatot szerzett egyének viselnek. Amerikában gyakran előfordul, hogy a teológiai doktor rangot szerzettek viselnek ilyen gyűrűt a jobb kezük gyűrűsujján. |
| Egyházi (püspöki) gyűrű   | | Olyan gyűrű, amelyet egyházi személyek (klerikusok) viselnek. A magasabb rendű papok vagy püspökökét püspökgyűrűnek is hívják. |
| Eljegyzési gyűrű          | | Jegyesek adják egymásnak (vőlegény a menyasszonynak). |
| Örökkévalóság-gyűrű       | Általában a házastárs adja partnerének egy jelentős évfordulón, és a véget nem érő szerelmet szimbolizálja. Ezeket gyakran az eljegyzési gyűrűk helyett adják, mint amikor Gordon Brown volt brit miniszterelnök vásárolt egyet a feleségének (kompenzációként azért, mert eredetileg nem adott neki eljegyzési gyűrűt). | |
| Melegbüszkeség-gyűrű      | | A melegbüszkeséget szimbolizáló gyűrű. |
| Giardinetto gyűrű         | | Több apró követ tartalmaz. Főleg a 18. század második felében volt jellemző. |
| Gimmel-gyűrű              | | Két vagy három karikás gyűrű, amelyek egymáshoz illeszkedve egy teljes gyűrűt alkotnak. A 16. és 17. században az ilyen gyűrűk divatosak voltak Angliában, Németországban és más országokban. Gyakran jegygyűrűként használták őket. Hármas gyűrűvel egy harmadik személy tanúja lehetett a pár fogadalmának.                                    |
| Védőgyűrű                 | | |
| Vasgyűrű vagy mérnökgyűrű | | Az amerikai és kanadai mérnökök által viselik. |
| Kulcsgyűrű                | | A rómaiak használták eszközként a családi értékek ládája kulcsának hordozására és a családon belüli státuszszimbólumként. |
| Memento mori gyűrű        | | Nagyrészt 16-17. században volt jellemző, egy koponya és a Memento mori felirat (Emlékezz a halálra!) díszíti. |
| Hangulatgyűrű             | | A beépített folyadékkristály a test hőmérsékletére reagálva változtatja a színét. |
| Anyagyűrű                 | | Az anyaságot szimbolizálja. |
| Gyászgyűrű                | | Meghalt személy emlékére viselt gyűrű. Használata legalább a 14. századtól a 19. század végéig kimutatott. |
| Penannuláris gyűrű        | | A bronzkori Nagy-Britanniából származik. Orr- vagy fülkarikaként, netán a hajhoz vagy a ruházathoz rögzítetve viselhették. |
| Méreggyűrű                | | A méreggyűrű vagy pirulagyűrű gyűrű olyan típusú gyűrű előlapja alatt (előlapjában) van egy kis, méreg vagy más anyag befogadására alkalmas tartály; Európában a 16. században vált népszerűvé. Egyrészt ebből csúsztathattak mérget az ellenség ételébe vagy italába, másrészt reménytelen helyzetben lehetővé tette a birtokló öngyilkosságát. |
| Versgyűrű                 | | Arany ujjgyűrű verssel vagy felirattal. A 15–17. században népszerű szerelmi ajándék volt Angliában és Franciaországban. |
| Portrégyűrű               | | A kis arcképpel díszített gyűrű főleg a 17. században volt népszerű. |
| Elő-eljegyzési gyűrű      | | Kis, többnyire olcsó gyűrű, amelyet a partnernak adnak annak jelzésére, hogy nem fog másnak udvarolni. |
| Börtöngyűrű               | | Tipikusan műanyag gyűrű, amelyet kézzel készítettek a börtönökben. |
| Ígéretgyűrű               | | Olyan gyűrű, amelyet azért készítettek, hogy emlékeztesse az embert egy ígéretre, pl. esküvői vagy vallási fogadalomra. |
| Szüzességi gyűrű          | | Néhány vallási kultúrában a „tisztaság” jele. |
| Rózsafüzér-gyűrű          | | Ujjgyűrű kis kereszttel. A 16–17. századi írországi vallási konfliktusok idején elő a gyakorló katolikusokat szigorúan büntették, ennek elkerülésére fejlesztették ki ezeket az apró, könnyen elrejthető gyűrűket. |
| Varrógyűrű (gyűszű)       | | A gyűszű korai formája. |
| Pecsétgyűrű               | | Az egyik legősibb gyűrű, amely gyakran a család címerét tartalmazza. |
| Keresztény gyűrű          | | Gyűrű az egyik keresztény egyházhoz tartozás jeleként viselt szimbólumokkal. |
| SS-Ehrenring              | | Náci „becsületgyűrű”. A Harmadik Birodalom idején több különböző díjazási gyűrű is volt. |
| Íjász gyűrű               | Íjászathoz, a hüvelykujj védelmére. | |
| Lábujjgyűrű               | | A lábujjgyűrűknek (metti) különleges funkciója van Indiában. Férjezett nők viselik őket, és szokásos dísznek számítanak. |
| Gyűrűóra                  | | Gyűrűn viselt apró óra. |
| Halászgyűrű               | | A pápai méltóság gyűrűje, amelyet pecsétgyűrűként is használtak. Szent Pétert ábrázolja, ahogy a teli hálót húzza ki a vízből. Minden pápának külön, új készül — „sub annullo pisca-toris“ kelteződnek a bullák. A pápa halála után halászgyűrűjét összetörik.                                                                                   |
| Házassági gyűrű           | | A házassági elkötelezettség jelzésére használt. Eredetileg csak nők viselték, mára mindkét fél. |

## Méretei
Különböző gyűrűméret-táblázatok vannak a világon:
- Bécsi méret (kerület mm-ben)
- Francia méret (kerület mínusz 40 mm)

| Вécsi méret | Francia méret | Orosz méret | Angol méret | Amerikai méret | Japán méret |
| ----------- | ------------- | ----------- | ----------- | -------------- | ----------- |
| 40          | 0             | 12,5        |             | 1              | -           |
| 40,5        | 0,5           | 12,9        |             | 1 -            | 1           |
| 41,5        | 1,5           | 13,4        | D           | 2              | 2           |
| 43          | 3             | 13,8        | E           | 2 -            | 3           |
| 44,5        | 4,5           | 14,2        | F           | 3              | 4           |
| 45,5        | 5,5           | 14,6        | G           | 3 -            | 5           |
| 47          | 7             | 15          | H           | 4              | 6+          |
| 48          | 8             | 15,4        | I           | 4 -            | 8           |
| 49,5        | 9,5           | 15,8        | J           | 5              | 9           |
| 50,5        | 10,5          | 16,2        | K           | 5 -            | 10          |
| 52          | 12            | 16,5        | L           | 6              | 11          |
| 53,5        | 13,5          | 17          | M           | 6 -            | 12          |
| 54,5        | 14,5          | 17,5        | N           | 7              | 13          |
| 56          | 16            | 17,8        | O           | 7 -            | 15          |
| 56,5        | 16,5          | 18          | P           | 8              | 16          |
| 58,5        | 18,5          | 18,5        | Q           | 8 -            | 17          |
| 59,5        | 19,5          | 19          | R           | 9              | 18          |
| 61          | 21            | 19,5        | S           | 9 -            | 18+         |
| 62,5        | 22,5          | 19,9        | T           | 10             | 19+         |
| 63,5        | 23,5          | 20,3        | U           | 10 -           | 21          |
| 65          | 25            | 20,5        | V           | 11             | 22          |
| 66          | 26            | 21          | W           | 11 -           | 23          |
| 67,5        | 27,5          | 21,5        | X           | 12             | 24          |
| 69          | 29            | 22          | Y           | 12 -           | 25          |
| 70          | 30            | 22,5        | Z           | 13             | 26          |